# Kurt Christensen
 Kurt Christensen (* 26. April 1937 in Odense) ist ein ehemaliger dänischer Fußballspieler, er spielte auf der Position eines Mittelfeldspielers. 
Kurt Christensen begann seine Karriere in seiner Heimatstadt bei Odense BK, zur Saison 1960/61 wechselte er in die italienische Serie A  zu Atalanta Bergamo, wo er sich jedoch nicht durchzusetzen vermochte. Zur Saison 1963/64 wechselte Christensen, dann zu Lazio Rom, wo er häufiger zum Einsatz kam und drei Tore erzielen konnte. Trotzdem wechselte der Däne nach nur einer Saison erneut, diesmal zum Ligakonkurrenten Calcio Catania, wo er zwei Spielzeiten blieb, ehe er am Ende der Saison 1965/66 seine Karriere beendete.

## Vereine
- Odense BK
- Atalanta Bergamo Serie A 1960/61  6 Spiele – 0 Tore
- Atalanta Bergamo Serie A 1961/62  12 Spiele – 2 Tore
- Atalanta Bergamo Serie A 1962/63  7 Spiele – 0 Tore
- Lazio Rom Serie A 1963/64  20 Spiele – 3 Tore
- Calcio Catania Serie A 1964/65  5 Spiele – 0 Tore
- Calcio Catania Serie B 1965/66  2 Spiele – 1 Tor

## Zusammenfassung
- Serie A 50 Spiele – 5 Tore
- Serie B 2 Spiele – 1 Tor

Total: 52 Spiele – 6 Tore